# Heinz Günther Konsalik
Heinz Günther Konsalik (Köln, 28. svibnja 1921. – Salzburg, 2. listopada 1999.), komercijalno najuspješniji njemački pisac.

## Vanjske poveznice
- Heinz G. Konsalik na IMDB